# Худяк, Марк Матвеевич
Марк Матвеевич Худяк (22 октября 1899, Харьков — 2 января 1959, Ленинград) — музеевед-археолог, специалист в области археологии античных городов Северного Причерноморья.

## Биография
Марк Матвеевич Худяк родился в Харькове 22 октября 1899 года в семье рабочего. Его отец, Худяк Матвей Михайлович, работал маляром; мать, Худяк Сарра Рахмилевна — домохозяйка. Кроме Марка в семье было два младших брата и сестра. В 1918 году окончил Харьковское реальное училище и поступил в Харьковский технологический институт. В 1923 году переехал в Петроград и перевёлся на второй курс в Петроградский технологический институт, где проучился до третьего курса и был отчислен за неуспеваемость. В 1928—1930 годах учился на Высших курсах искусствоведения при Институте истории искусств, получив специальность музееведа-археолога. В октябре 1929 года, обучаясь на курсах, Марк Худяк был принят на подённую работу в Эрмитаж консультантом по делам музея, которому посвятил 30 лет своей жизни, пройдя путь от консультанта до главного хранителя отдела и заведующего Отделением греческих городов Северного Причерноморья. Работу в музее он совмещал с работой в отделе полевых исследований Институте истории материальной культуры (ИИМК). Свои научные интересы Марк Матвеевич связал с античной археологией юга России. В 1930 году был зачислен в штат Березанской экспедиции ИИМК. Участвовал в экспедициях на остров Березань, в новостроечных экспедициях на Волге и Дону. С 1939 года Государственный Эрмитаж и Академия наук СССР поручили ему руководить археологическими работами по исследованию древнего города Нимфея на Керченском полуострове. М. М. Худяку принадлежат открытия ряда памятников: раннескифское поселение, сельское святилище Деметры VI—III веков до н. э., акрополь Нимфея с городской стеной и двумя святилищами — Кабиров и Афродиты VI—IV века до н. э., жилые и хозяйственные комплексы первых веков нашей эры. Во время Великой Отечественной войны находился в эвакуации на Алтае. Умер 2 января в Ленинграде.

## Некоторые работы
Источники: 
- Раскопки в Нимфее // Сообщения Государственного Эрмитажа. Л.: 1940. Вып. I
- Работы Нимфейской экспедиции Государственного Эрмитажа в 1939—1941 гг. // Краткие сообщения о докладах и полевых исследованиях ИИМК. 1946. Вып. XIII
- Раскопки в Нимфее // Сообщения Государственного Эрмитажа. Л., 1948. Вып. V
- Раскопки святилища Нимфея // Советская археология. 1954. Т. XVI
- Раскопки Нимфея 1956 г. // Сообщения Государственного Эрмитажа. Л.: «Искусство». 1958. Вып. XIV
- Два святилища на акрополе Нимфея // Труды Государственного Эрмитажа. 1958. Т. II
- Из истории Нимфея. VI—III веков до н. э. Л.: Издательство Государственного Эрмитажа, 1962